# 艾維希爾鎮區 (北卡羅萊納州海伍德縣)
艾維希爾鎮區（英語：Ivy Hill Township）是位於美國北卡羅萊納州海伍德縣的一個鎮區。

## 地方資料
艾維希爾鎮區的面積為111.88平方千米，皆為陸地。根據2020年美國人口普查的數據，當地共有人口5845人，而人口密度為每平方千米52.24人。